# Leroy Fer
Leroy Johan Fer (n. 5 ianuarie 1990, Zoetermeer, Olanda de Sud, Țările de Jos) este un fotbalist neerlandez care joacă pe postul de mijlocaș la clubul galez din Premier League, Swansea City și la echipa națională de fotbal a Țărilor de Jos.

## Statistici carieră
La 27 mai 2015.
| Club                | Sezon         | Campionat      | Campionat | Campionat | FA Cup  | FA Cup | Cupa Ligii | Cupa Ligii | Altele  | Altele | Total   | Total  |
| Club                | Sezon         | Ligă           | Meciuri   | Goluri    | Meciuri | Goluri | Meciuri    | Goluri     | Meciuri | Goluri | Meciuri | Goluri |
| ------------------- | ------------- | -------------- | --------- | --------- | ------- | ------ | ---------- | ---------- | ------- | ------ | ------- | ------ |
| Feyenoord           | 2007–08       | Eredivisie     | 11        | 1         | 0       | 0      | —          | —          | 0       | 0      | 11      | 1      |
| Feyenoord           | 2008–09       | Eredivisie     | 34        | 6         | 1       | 0      | —          | —          | 6       | 0      | 41      | 6      |
| Feyenoord           | 2009–10       | Eredivisie     | 31        | 2         | 6       | 1      | —          | —          | 0       | 0      | 37      | 3      |
| Feyenoord           | 2010–11       | Eredivisie     | 23        | 3         | 1       | 0      | —          | —          | 2       | 1      | 26      | 4      |
| Feyenoord           | 2011–12       | Eredivisie     | 4         | 2         | 0       | 0      | —          | —          | 0       | 0      | 4       | 2      |
| Feyenoord           | Total         | Total          | 103       | 14        | 8       | 1      | —          | —          | 8       | 1      | 119     | 16     |
| FC Twente           | 2011–12       | Eredivisie     | 28        | 8         | 2       | 1      | —          | —          | 9       | 1      | 39      | 10     |
| FC Twente           | 2012–13       | Eredivisie     | 30        | 5         | 0       | 0      | —          | —          | 8       | 6      | 38      | 11     |
| FC Twente           | Total         | Total          | 58        | 13        | 2       | 1      | —          | —          | 17      | 7      | 77      | 21     |
| Norwich City        | 2013–14       | Premier League | 29        | 3         | 0       | 0      | 3          | 1          | 0       | 0      | 32      | 4      |
| Norwich City        | 2014–15       | Championship   | 1         | 0         | 0       | 0      | 0          | 0          | 0       | 0      | 1       | 0      |
| Norwich City        | Total         | Total          | 30        | 3         | 0       | 0      | 3          | 1          | 0       | 0      | 33      | 4      |
| Queens Park Rangers | 2014–15       | Premier League | 29        | 6         | 1       | 0      | 1          | 0          | 0       | 0      | 31      | 6      |
| Queens Park Rangers | Total         | Total          | 29        | 6         | 1       | 0      | 1          | 0          | 0       | 0      | 31      | 6      |
| Total carieră       | Total carieră | Total carieră  | 218       | 35        | 11      | 2      | 4          | 1          | 25      | 8      | 258     | 46     |

### Goluri internaționale
| #  | Data         | Stadion                                | Adversar | Scor | Rezultat | Competiția                         |
| -- | ------------ | -------------------------------------- | -------- | ---- | -------- | ---------------------------------- |
| 1. | 23 June 2014 | Arena Corinthians, São Paulo, Brazilia | Chile    | 1–0  | 2–0      | Campionatul Mondial de Fotbal 2014 |

## Palmares

### Club
- KNVB Cup: 2007–08

### Individual
- Rotterdam Talent of the Year: 2008[7]